# Phialanthus myrtilloides
Phialanthus myrtilloides är en måreväxtart som beskrevs av August Heinrich Rudolf Grisebach. Phialanthus myrtilloides ingår i släktet Phialanthus och familjen måreväxter. Inga underarter finns listade i Catalogue of Life.